# Rallye de Norvège 2009
Le rallye de Norvège 2009 (Rally Norway 2009) est la deuxième épreuve du championnat du monde des rallyes 2009 et s'est déroulé en Norvège du 12 février au 15 février 2009. La ville de Hamar est le quartier général du rallye.

## Résultats

### Classement final
| Pos. | n° | Pilote             | Copilote             | Voiture                   | Temps                                           | Écart           | Points |
| ---- | -- | ------------------ | -------------------- | ------------------------- | ----------------------------------------------- | --------------- | ------ |
| 1er  | 1  | Sébastien Loeb     | Daniel Elena         | Citroën C4 WRC            | 3 h 28 min 15 s 9                               |                 | 10     |
| 2e   | 3  | Mikko Hirvonen     | Jarmo Lehtinen       | Ford Focus RS WRC 08      | 3 h 28 min 25 s 7                               | + 9 s 8         | 8      |
| 3e   | 4  | Jari-Matti Latvala | Miikka Anttila       | Ford Focus RS WRC 08      | 3 h 29 min 37 s 7                               | + 1 min 21 s 8  | 6      |
| 4e   | 6  | Henning Solberg    | Cato Menkerud        | Ford Focus RS WRC 08      | 3 h 31 min 49 s 4                               | + 3 min 33 s 5  | 5      |
| 5e   | 2  | Daniel Sordo       | Marc Martí           | Citroën C4 WRC            | 3 h 32 min 07 s 9                               | + 3 min 52 s 0  | 4      |
| 6e   | 11 | Petter Solberg     | Phil Mills           | Citroën Xsara WRC         | 3 h 34 min 41 s 3                               | + 6 min 25 s 4  | 3      |
| 7e   | 16 | Matthew Wilson     | Scott Martin         | Ford Focus RS WRC 08      | 3 h 34 min 51 s 5                               | + 6 min 35 s 6  | 2      |
| 8e   | 5  | Urmo Aava          | Kuldar Sikk          | Ford Focus RS WRC 08      | 3 h 35 min 05 s 0                               | + 6 min 49 s 1  | 1      |
| 9e   | 18 | Mads Østberg       | Ole Kristian Unnerud | Subaru Impreza S14 WRC 08 | 3 h 38 min 16 s 4 (dont 50 s de pénalité)       | + 10 min 00 s 5 |        |
| 10e  | 12 | Sébastien Ogier    | Julien Ingrassia     | Citroën C4 WRC            | 3 h 41 min 05 s 7 (dont 2 min 30 s de pénalité) | + 12 min 49 s 8 |        |

### Spéciales chronométrées
| Étape               | Spéciale | Heure   | Nom           | Distance | Vainqueur       | Temps         | Vit. moy.  | Leader      |
| ------------------- | -------- | ------- | ------------- | -------- | --------------- | ------------- | ---------- | ----------- |
| 1re (12–13 février) | SS1      | 20 h 04 | Oslo          | 1,92 km  | P. Solberg      | 1 min 32 s 8  | 74,5 km/h  | P. Solberg  |
| 1re (12–13 février) | SS2      | 09 h 03 | Opaker 1      | 14,62 km | M. Hirvonen     | 8 min 06 s 0  | 108,3 km/h | M. Hirvonen |
| 1re (12–13 février) | SS3      | 09 h 39 | Kirkenær 1    | 8,0 km   | S. Loeb         | 6 min 36 s 8  | 72,6 km/h  | S. Loeb     |
| 1re (12–13 février) | SS4      | 10 h 19 | Finnskogen 1  | 20,87 km | M. Hirvonen     | 11 min 55 s 4 | 105,0 km/h | M. Hirvonen |
| 1re (12–13 février) | SS5      | 11 h 13 | Kongsvinger 1 | 13,45 km | M. Hirvonen     | 8 min 56 s 9  | 90,2 km/h  | M. Hirvonen |
| 1re (12–13 février) | SS6      | 12 h 45 | Opaker 2      | 14,62 km | P.-G. Andersson | 8 min 11 s 2  | 107,1 km/h | M. Hirvonen |
| 1re (12–13 février) | SS7      | 13 h 51 | Finnskogen 2  | 20,87 km | P.-G. Andersson | 11 min 58 s 9 | 104,5 km/h | M. Hirvonen |
| 1re (12–13 février) | SS8      | 14 h 45 | Kongsvinger 2 | 13,45 km | M. Hirvonen     | 9 min 10 s 3  | 88,0 km/h  | M. Hirvonen |
| 1re (12–13 février) | SS9      | 15 h 46 | Kirkenær 2    | 8,0 km   | S. Loeb         | 6 min 55 s 0  | 69,46 km/h | S. Loeb     |
| 2e (14 février)     | SS10     | 07 h 53 | Mountain 1    | 24,36 km | S. Loeb         | 12 min 43 s 3 | 114,9 km/h | S. Loeb     |
| 2e (14 février)     | SS11     | 08 h 58 | Lillehammer 1 | 6,78 km  | S. Loeb         | 5 min 04 s 8  | 80,1 km/h  | S. Loeb     |
| 2e (14 février)     | SS12     | 09 h 58 | Ringsaker 1   | 27,29 km | S. Loeb         | 14 min 30 s 8 | 112,8 km/h | S. Loeb     |
| 2e (14 février)     | SS13     | 11 h 04 | Hamar 1       | 1,15 km  | S. Loeb         | 1 min 11 s 8  | 57,7 km/h  | S. Loeb     |
| 2e (14 février)     | SS14     | 13 h 15 | Mountain 2    | 24,36 km | H. Solberg      | 13 min 13 s 4 | 110,5 km/h | S. Loeb     |
| 2e (14 février)     | SS15     | 14 h 20 | Lillehammer 2 | 6,78 km  | J.-M. Latvala   | 5 min 15 s 3  | 77,4 km/h  | S. Loeb     |
| 2e (14 février)     | SS16     | 15 h 20 | Ringsaker 2   | 27,29 km | J.-M. Latvala   | 15 min 06 s 7 | 108,4 km/h | S. Loeb     |
| 2e (14 février)     | SS17     | 16 h 26 | Hamar 2       | 1,15 km  | S. Loeb         | 1 min 14 s 1  | 55,9 km/h  | S. Loeb     |
| 3e (15 février)     | SS18     | 07 h 34 | Våler 1       | 30,03 km | M. Hirvonen     | 16 min 07 s 5 | 111,7 km/h | S. Loeb     |
| 3e (15 février)     | SS19     | 08 h 35 | Elverum 1     | 13,31 km | S. Loeb         | 6 min 18 s 9  | 126,5 km/h | S. Loeb     |
| 3e (15 février)     | SS20     | 09 h 23 | Budor 1       | 19,74 km | M. Hirvonen     | 10 min 12 s 3 | 116,1 km/h | S. Loeb     |
| 3e (15 février)     | SS21     | 11 h 59 | Våler 2       | 30,03 km | M. Hirvonen     | 16 min 23 s 4 | 109,9 km/h | S. Loeb     |
| 3e (15 février)     | SS22     | 13 h 00 | Elverum 2     | 13,31 km | M. Hirvonen     | 6 min 24 s 6  | 124,6 km/h | S. Loeb     |
| 3e (15 février)     | SS23     | 13 h 48 | Budor 2       | 19,74 km | S. Loeb         | 10 min 24 s 7 | 113,8 km/h | S. Loeb     |

## Classements généraux à l'issue du rallye
| Pos. | Pilote             | Points |
| ---- | ------------------ | ------ |
| 1er  | Sébastien Loeb     | 20     |
| 2e   | Mikko Hirvonen     | 14     |
| 3e   | Daniel Sordo       | 12     |
| 4e   | Henning Solberg    | 10     |
| 5e   | Jari-Matti Latvala | 6      |
| 6e   | Chris Atkinson     | 4      |
| 7e   | Matthew Wilson     | 4      |
| 8e   | Sébastien Ogier    | 3      |
| 9e   | Petter Solberg     | 3      |
| 10e  | Khalid al-Qassimi  | 1      |
| 11e  | Urmo Aava          | 1      |

| Pos. | Écurie                     | Points |
| ---- | -------------------------- | ------ |
| 1er  | Citroën Total WRT          | 32     |
| 2e   | BP Ford Abu Dhabi WRT      | 22     |
| 3e   | Stobart VK Ford Rally Team | 16     |
| 4e   | Citroën Junior Team        | 8      |